# Relacija ekvivalencije
Relacija ekvivalencije R na skupu A je binarna relacija koja je podskup kartezijevog produkta A x A sa sljedećim svojstvima:
- refleksivnost - svaki član a skupa A je u relaciji sam sa sobom, tj. aRa
- simetričnost - neka su a, b članovi skupa A, ako je aRb tada je i bRa
- tranzitivnost - neka su a, b, c članovi A, ako je aRb i bRc tada je aRc

Svaka relacija ekvivalencije dijeli skup na klase, tj. čini jednu particiju skupa, i svaka particija skupa stvara jednu relaciju ekvivalencije.
Klasa ekvivalencije nekoga člana a iz A sadrži sve članove A ekvivalentne s a po relaciji R, a označava se s [a], tj. [a]={b iz A : aRb}.  a ili bilo koji drugi član te klase naziva se reprezentant klase.
Za bilo koje dvije klase [a], [b] iz relacije ekvivalencije R vrijedi ili [a]=[b] ili je [a] u presjeku sa [b] prazan skup, tj. nemaju niti jedan zajednički član.